# Route One/USA
Route One/USA és una pel·lícula dirigida per Robert Kramer l'any 1989. Es tracta d'un documental en què la ficció s'infiltra subtilment.

## Argument
Robert Kramer torna als Estats Units després d'uns quants anys d'absència a França, per tal de viatjar per la U.S. Route 1 que recorre la Costa Est i per filmar el seu viatge allà.
Robert Kramer es retroba amb Doc, interpretat per Paul McIsaac, personatge de ficció heroi de la seva pel·lícula anterior Doc's Kingdom (1987). Decideixen recórrer els 5.000 km d'asfalt de nord a sud, per trobar-se amb els habitants, resseguint la història del país per aquesta ruta. Robert Kramer, doncs, integra un personatge de ficció en una pel·lícula documental.